# Alex Gogić
Alex Gogić (en griego: Αλέξανδρος Γκόγκιτς; Nicosia, 13 de abril de 1994) es un futbolista chipriota que juega en la demarcación de defensa para el Saint Mirren F. C. de la Scottish Premiership. Es el hijo del exfutbolista Siniša Gogić.

## Selección nacional
Tras jugar con la selección de fútbol sub-17 de Serbia, y posteriormente la selección de fútbol sub-19 de Chipre y la sub-21 hizo su debut con la selección absoluta el 7 de octubre de 2020 en un partido amistoso contra República Checa que finalizó con un resultado de 1-2 a favor del combinado checo tras el gol de Loizos Loizou para Chipre, y los goles de Tomáš Holeš y Vladimír Darida para República Checa.

## Clubes
| Club                      | País    | Año       | Partidos | Goles |
| ------------------------- | ------- | --------- | -------- | ----- |
| Hamilton Academical F. C. | Escocia | 2017-2020 | 85       | 2     |
| Hibernian F. C.           | Escocia | 2020-2022 | 53       | 1     |
| Saint Mirren F. C.        | Escocia | 2022-     | 136      | 8     |